# عالم المتزوجين
عالم المتزوّجَين (بالكورية: 부부의 세계)؛ هو مسلسل تلفزيوني كوري جنوبي تم بثه على جي تي بي سي كل يومي السبت والأحد من 27 مارس إلى 16 مايو 2020.

## القصة
تتحدث دراما “عالم المتزوجين” عن “جي سون وو”، وهو متخصصة في طب الأسرة، متزوجة من “لي تاي أوه” ولديهما ابن. يبدو أن لديها كل شيء بما في ذلك مستقبل مهني ناجح وعائلة سعيدة، لكنها تتعرض للخيانة من قبل زوجها والآخرين. “لي تاي أوه” يحلم بأن يصبح مخرجًا مشهورًا. يدير أعمالًا ترفيهية بدعم من زوجته “جي سون وو”. على الرغم من أنه يحب زوجته، إلا أنه يتورط في علاقة خطيرة.

## طاقم
- كيم هي أي : في دور جي سون وو[4]
- بارك هاي جون : في دور لي تاي اوه[4]
- هان سو هي : في دور يو داي كيوثغ[5]
- بارك سون يونغ  : في دور كو يي ريم[5]
- كيم يونغ مين : في دور سون جي هيوك[5]
- لي كيونغ يونغ: في دور يو بيونغ كيو[5]
- لي مو سينج في دور كيم يون جي[6]

## الاستقبال
على الرغم من أن المسلسل يبث على JTBC ، وهي قناة كابل / تلفزيون مدفوع والتي عادة ما يكون لديها جمهور أصغر نسبيًا مقارنة بالقنوات العامة / المجانية (KBS وSBS وMBC و EBS) بعد 12 حلقة فقط، أصبح المسلسل الدرامي الأكثر مشاهدة على الإطلاق في تاريخ تلفزيون الكابل الكوري وفقًا لنيلسن كوريا، متجاوزًا الرقم القياسي السابق البالغ 23.8% المائة الذي حققته سلسلة أخرى من مسلسلات JTBC وهي قلعة السماء.
المسلسل هو أعلى تقييم درامي في تاريخ JTBC ، حيث تجاوز قلعة السماء مع وصول الحلقة الأخيرة إلى تقييم على مستوى البلاد بنسبة 28.371%. كما سجلت أعلى متوسط تقييم للدراما على القنوات (الخاصة) بمتوسط تقييم 18.829٪.
على الرغم من أن المسلسل قد تعرض لانتقادات بسبب تصويره للجنس والعنف، فقد تلقى آراء إيجابية من النقاد بسبب سيناريو المكتوب والاخراج القوي ومهارات التمثيل، مع فوز Mo Wan-il بجائزة أفضل مخرج وكيم هي-أه فازت بجائزة أفضل ممثلة في الدورة 56 لجوائز بيكسانغ للفنون.

## المشاهدات
| الموسم | الموسم | رقم الحلقة | رقم الحلقة | رقم الحلقة | رقم الحلقة | رقم الحلقة | رقم الحلقة | رقم الحلقة | رقم الحلقة | رقم الحلقة | رقم الحلقة | رقم الحلقة | رقم الحلقة | رقم الحلقة | رقم الحلقة | رقم الحلقة | رقم الحلقة | المتوسط |
| الموسم | الموسم | 1          | 2          | 3          | 4          | 5          | 6          | 7          | 8          | 9          | 10         | 11         | 12         | 13         | 14         | 15         | 16         | المتوسط |
| ------ | ------ | ---------- | ---------- | ---------- | ---------- | ---------- | ---------- | ---------- | ---------- | ---------- | ---------- | ---------- | ---------- | ---------- | ---------- | ---------- | ---------- | ------- |
|        | 1      | 1.168      | 2.141      | 2.590      | 3.182      | 3.074      | 4.045      | 3.783      | 4.362      | 4.396      | 5.121      | 4.804      | 5.302      | 4.678      | 5.385      | 5.208      | 6.248      | 4.093   |

وفقا لمخطط نيلسن كوريا، فقد حققت الحلقة الأخيرة من المسلسل نسبة 28.371% على مستوى البلاد، مايقارب أكثر من 6.2 مليون مشاهد قد شاهدا الحلقة.
| الحلقة | تاريخ البث الأصلي | تقييمات (آ جي بي نيلسن) | تقييمات (آ جي بي نيلسن) |
| الحلقة | تاريخ البث الأصلي | على الصعيد الوطني       | سيول                    |
| ------ | ----------------- | ----------------------- | ----------------------- |
| 1      | 27 مارس 2020      | 6.260٪ (الأول)          | 6.786٪ (الأول)          |
| 2      | 28 مارس 2020      | 9.979٪ (الأول)          | 11.023٪ (الأول)         |
| 3      | 3 أبريل 2020      | 11.882٪ (الأول)         | 14.016٪ (الأول)         |
| 4      | 4 أبريل 2020      | 13.979٪ (الأول)         | 15.794٪ (الأول)         |
| 5      | 10 أبريل 2020     | 14.676٪ (الأول)         | 16.118٪ (الأول)         |
| 6      | 11 أبريل 2020     | 18.816٪ (الأول)         | 21.390٪ (الأول)         |
| 7      | 17 أبريل 2020     | 18.501٪ (الأول)         | 21.406٪ (الأول)         |
| 8      | 18 أبريل 2020     | 20.061٪ (الأول)         | 22.276٪ (الأول)         |
| 9      | 24 أبريل 2020     | 20.539٪ (الأول)         | 23.175٪ (الأول)         |
| 10     | 25 أبريل 2020     | 22.913٪ (الأول)         | 25.878٪ (الأول)         |
| 11     | 1 مايو 2020       | 21.122٪ (الأول)         | 23.986٪ (الأول)         |
| 12     | 2 مايو 2020       | 24.332٪ (الأول)         | 26.747٪ (الأول)         |
| 13     | 8 مايو 2020       | 21.087٪ (الأول)         | 23.920٪ (الأول)         |
| 14     | 9 مايو 2020       | 24.307٪ (الأول)         | 26.841٪ (الأول)         |
| 15     | 15 مايو 2020      | 24.442٪ (الأول)         | 27.975٪ (الأول)         |
| 16     | 16 مايو 2020      | 28.371٪ (الأول)         | 31.669٪ (الأول)         |
| معدل   | معدل              | 18.829٪                 | 21.188٪                 |
| خاصة   | 22 مايو 2020      | 3.904٪                  | 4.777٪                  |
| خاصة   | 23 مايو 2020      | 4.288٪                  | 4.534٪                  |

## روابط خارجية
- عالم المتزوجين على موقع IMDb (الإنجليزية)
- عالم المتزوجين على موقع نتفليكس (الإنجليزية)
- عالم المتزوجين على موقع كينوبويسك (الروسية)
- عالم المتزوجين على موقع قاعدة بيانات الفيلم (الإنجليزية)